# La tesis de Nancy
La tesis de Nancy es una novela escrita por Ramón J. Sender. Fue publicada en 1962.
En ellas se cuentan las peripecias de Nancy, estudiante estadounidense que visita Sevilla con el fin de obtener documentación para una tesis doctoral sobre el folklore español. Narrada en una serie de diez cartas a su prima Betsy, el carácter jocoso de la obra resulta del desconocimento por parte de Nancy de las costumbres, picardías, dichos, juegos de palabras, malas traducciones, el exotismo, y malentendidos con la vida un tanto conservadora, costumbrista y tradicionalista de la Andalucía de mediados del siglo XX.

## Capítulos
- Nancy descubre Sevilla
- Nancy entra en el mundo gitano
- Nancy y la aventura en el cine
- Las excursiones de Nancy y la tertulia del café
- Nancy y la venadita habladora
- Nancy y el abejorrito rubio
- El patio, la rivalidad y el pozo encantado
- Nancy y la flor
- Velorio en los Gazules
- El acabóse en los Gazules
- Nancy es FRUTA

## Protagonistas
- Nancy: Es una estudiante americana de Antropología y Literatura, de unos 20 años. Se aloja en Alcalá de Guadaíra. Habla buen castellano aunque tiene problemas con los giros y la pronunciación andaluza. Atractiva , inocente e ingenua. Sin embargo sus ideas liberales contrastan con la actitud conservadora del entorno. Malinterpreta o carece de la picaresca esterotípica española.
- Curro: Novio gitano de Nancy. Celoso, extrovertido, en su ambiente.
- Mrs. Dawson: Escocesa de mediana edad, compañera de casa y de situaciones. Un tanto convencional y socialmente inadaptada al ambiente dicharachero.
- Mrs. Adams: Antigua profesora de Nancy, actualmente retirada.
- Soleá: Una vecina de 35 años que se hace amiga de Nancy.
- Betsy: americana, la prima de Nancy a la que están destinadas las cartas.
- Richard: americano, el primer novio de Nancy que lee un fragmento de las cartas de esta a Betsy y decide hacerle una propuesta de matrimonio

## Continuaciones
La novela tiene una continuación en Nancy, doctora en gitanería (1974), Nancy y el Bato loco (1974), Gloria y vejamen de Nancy (1977) y Epílogo a Nancy: bajo el signo de Taurus, (1979).